# دون وليامز (لاعب كرة قدم أسترالية)
دون وليامز (بالإنجليزية: Don Williams)‏ هو لاعب كرة قدم أسترالية أسترالي، ولد في 16 أغسطس 1939.

## وصلات خارجية
- دون وليامز (لاعب كرة قدم أسترالية) على موقع AustralianFootball.com (الإنجليزية)
- دون وليامز (لاعب كرة قدم أسترالية) على موقع AFLtables.com (الإنجليزية)